# زياد رفيق بيضون
زياد رفيق بيضون (1924–1998) جيولوجي لبناني، كان رائدًا في جيولوجيا الشرق الأوسط وأستاذ فخري في الجامعة الأمريكية في بيروت.

## حياته
ولد في بيروت عام 1924 من عائلة مميزة من المتصرفين الذين خدموا في الإمبراطورية العثمانية. كان الابن الأكبر قائم مقام حيفا. تلقى تعليمه في مدرسة القديس جورج في القدس ومدرسة القديس لوقا في حيفا. عاد إلى بيروت للحصول على شهادة من الدرجة الأولى في العلوم السياسية والتاريخ في الجامعة الأميركية في بيروت. ثم درس في كلية سانت بيتر، أكسفورد حيث حصل على شهادة الدكتوراه في الجيولوجيا.

## عمله
سوريا والعراق وقطر والساحل المتصالح 1948-53
في 27 أغسطس 1948 انضم إلى شركة نفط العراق (IPC) كجيولوجي استكشاف مع فريق ميداني بقيادة مايك مورتون في شمال غرب سوريا، قضى خمسة عشر عامًا في مناطق امتياز النفط في الشرق الأوسط. من عام 1949 إلى عام 1951 عمل جيولوجيًا ميدانيًا وجيولوجيًا مقيمًا في العديد من الشركات الشريكة لشركة نفط العراق: شركة قطر للبترول وشركة الموصل للبترول وشركة التطوير البترولي (الساحل المتصالح) المحدودة، حيث كان جيولوجيًا مقيمًا في بئر رأس صدر رقم 1. في عام 1951، ذهب إلى شركة نفط البصرة، وفي عام 1952 في شركة نفط الموصل في حقل عين زالة.